# 哥伦布骑士会

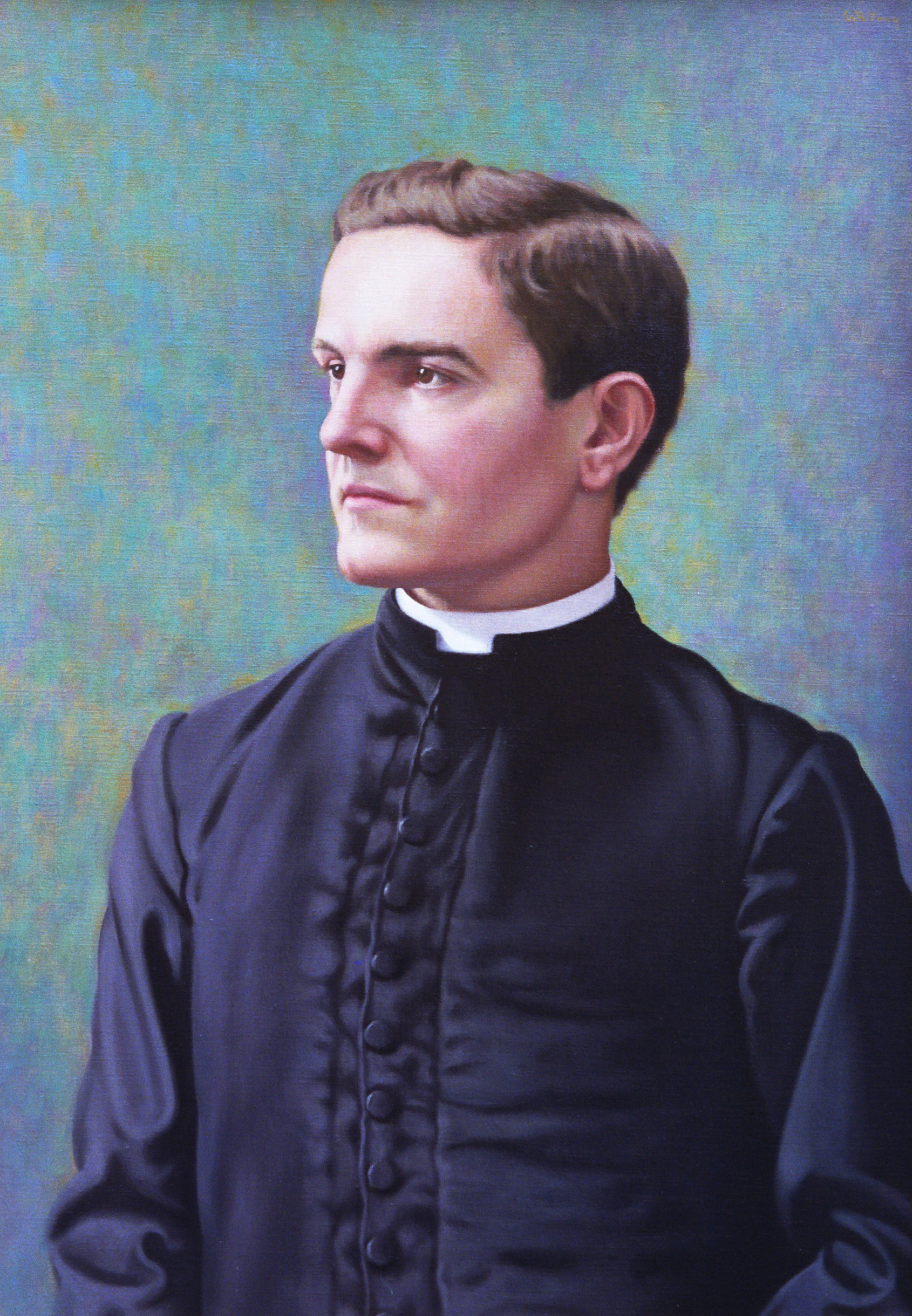
會祖真福麥吉夫尼神父

哥倫布騎士會（Knights of Columbus）是世界上最大的天主教兄弟會志願者組織。在1882年由愛爾蘭裔美國人神父真福邁克爾·J·麥吉夫尼成立於美國康涅狄格州紐黑文市。

## 簡介
它為紀念哥倫布而命名，並致力於“慈善”、“團結”、“兄弟情誼”、“愛國主義”為原則。共有170萬成員、,000個支部，其中近200個支部設在大學校園內。會員資格限於18歲或以上的男性並要求是身體力行的天主教徒。 騎士們聞名於世的是他們強烈的天主教信仰，並且被稱作“教會強有力的右臂”。
支部在美國、加拿大、墨西哥、加勒比海、中美洲、菲律賓、關島、塞班島以及在波蘭都有組織。騎士的官方青少年組織哥倫布近衛軍(Columbian Squires)有5,000多個圈子(Circle)。組織的所有慶典儀式和商業會面都僅限於會員參加，儘管所有其他活動都向公眾開放。為了確保儀式對新會員的震撼力和意義，要求騎士們保證不向他人（除非此人也同樣是騎士）透露儀式的任何細節。另一個條款要求那個騎士同樣要遵守這個承諾作為他的民事和宗教責任之一。
在2005兄弟會年，該組織捐贈13600萬美元給慈善機構並做了超過6320萬個工時的志願服務。該組織的保險計劃有超過550億美元的有效人壽保險單，而且A.M. Best、標準普爾和保險市場標準組織都給予該組織最高的保險評分。

## 總神師
- 威廉·愛德華·羅利 （2005年至現在）